# 坂倉藤吾
坂倉 藤吾（さかくら とうご、1930年（昭和5年）1月1日 - ）は、日本の政治家。参議院議員（1期、日本社会党）。

## 経歴
三重県伊勢市出身。名古屋逓信講習所（現在の郵政大学校）卒業。郵便局に勤務した。全逓信労働組合三重地区書記長、全逓信労働組合副委員長、全逓信労働組合執行委員長、三重県労働協議会副委員長、部落解放同盟の三重県共闘会議議長を歴任。
1977年（昭和52年）の第11回参議院議員通常選挙で、日本社会党公認で三重県選挙区から立候補して、284483票（得票率34.7%）を獲得し、自由民主党の久保田藤麿や新自由クラブの候補者の田中覚を破り47歳で当選する。1983年（昭和58年）の第13回参議院議員通常選挙で自由民主党候補の水谷力に敗れて落選する。
1990年（平成2年）の第39回衆議院議員総選挙に日本社会党公認候補として三重2区から立候補したが日本社会党は角屋堅次郎の後継者として土井ブームがあったことから2人の複数候補者を擁立した。結果、もう一人の公認である石井智が当選したが、坂倉は得票51,536票で得票率 15.0%で次点落選した。
2001年（平成13年）春の叙勲で勲三等旭日中綬章受章。